# Lista de filmes nomeados e vencedores dos 4 Prémios Sophia de representação
Esta é uma lista de filmes nomeados e vencedores dos 4 Prémios Sophia de representação, atribuídos anualmente pela Academia Portuguesa de Cinema.

## Filmes
| Filme                      | Ano  | Sophias | Sophias | Nom. | Melhor Actor     | Melhor Actriz       | Melhor Actor Secundário | Melhor Actriz Secundária |
| Filme                      | Ano  | 4 Cat   | Total   | Nom. | Melhor Actor     | Melhor Actriz       | Melhor Actor Secundário | Melhor Actriz Secundária |
| -------------------------- | ---- | ------- | ------- | ---- | ---------------- | ------------------- | ----------------------- | ------------------------ |
| Raiva                      | 2019 | 3       | 6       | 9    | Hugo Bentes      | Isabel Ruth         | Adriano Luz             | –                        |
| Os Gatos não Têm Vertigens | 2015 | 2       | 9       | 15   | João Jesus       | Maria do Céu Guerra | Nicolau Breyner         | Fernanda Serrano         |
| São Jorge                  | 2018 | 2       | 7       | 14   | Nuno Lopes       | Mariana Nunes       | José Raposo             | Beatriz Batarda          |
| São Jorge                  | 2018 | 2       | 7       | 14   | Nuno Lopes       | Mariana Nunes       | Adriano Luz             | Beatriz Batarda          |
| Os Maias (N)               | 2015 | 2       | 7       | 13   | Graciano Dias    | –                   | João Perry              | Maria João Pinho         |
| Os Maias (N)               | 2015 | 2       | 7       | 13   | Graciano Dias    | –                   | Pedro Inês              | Maria João Pinho         |
| Florbela (N)               | 2013 | 2       | 6       | 15   | Albano Jerónimo  | Dalila Carmo        | António Fonseca         | Anabela Teixeira         |
| Florbela (N)               | 2013 | 2       | 6       | 15   | Ivo Canelas      | Dalila Carmo        | António Fonseca         | Anabela Teixeira         |
| Amor Impossível            | 2016 | 2       | 4       | 17   | José Mata        | Victoria Guerra     | Carlos Malvarez         | Maria D’Aires            |
| Amor Impossível            | 2016 | 2       | 4       | 17   | José Mata        | Soraia Chaves       | José Martins            | Lia Carvalho             |
| A Mãe é que Sabe (N)       | 2017 | 2       | 2       | 12   | –                | –                   | Adriano Carvalho        | Manuela Maria            |
| A Mãe é que Sabe (N)       | 2017 | 2       | 2       | 12   | –                | –                   | Carlos Santos           | Dalila Carmo             |
| Em Segunda Mão             | 2014 | 2       | 2       | 7    | Pedro Hestnes    | Rita Durão          | –                       | Joana de Verona          |
| Até Amanhã Camaradas (N)   | 2014 | 1       | 4       | 15   | Cândido Ferreira | Leonor Seixas       | Adriano Luz             | Carla Chambel            |
| Até Amanhã Camaradas (N)   | 2014 | 1       | 4       | 15   | G. Waddington    | Leonor Seixas       | Adriano Carvalho        | Carla Chambel            |
| Parque Mayer (N)           | 2019 | –       | 3       | 15   | Francisco Froes  | Daniela Melchior    | Miguel Guilherme        | Alexandra Lencastre      |
| Parque Mayer (N)           | 2019 | –       | 3       | 15   | Francisco Froes  | Daniela Melchior    | Miguel Guilherme        | Carla Maciel             |
| Gelo                       | 2017 | –       | –       | 10   | Albano Jerónimo  | Ivana Baquero       | Ivo Canelas             | Inês Castel-Branco       |
| Bairro                     | 2014 | –       | –       | 7    | João Lagarto     | Maria João Bastos   | Afonso Pimentel         | Julie Sergeant           |
| Bairro                     | 2014 | –       | –       | 7    | João Lagarto     | Maria João Bastos   | Carloto Cotta           | Julie Sergeant           |

| Legenda                                   |
| Vencedor de Sophia                        |
| (N) Nomeado para o Sophia de Melhor Filme |